# Carlo Ventresca
Carlo Ventresca è un personaggio immaginario nato dalla penna dello scrittore statunitense Dan Brown, presente nel romanzo Angeli e demoni, del 2000 nelle vesti di antagonista.
Carlo Ventresca nel romanzo era camerlengo della Chiesa Cattolica Romana. Nel film questo ruolo è preso da Patrick McKenna, mentre Ventresca non è presente.

## Biografia

### Passato
Egli crebbe conoscendo solo l'identità di sua madre, Maria, e ogni volta che Ventresca chiedeva del padre la madre rispondeva che era morto prima che egli nascesse. Maria educò Ventresca ad un forte spirito religioso.
Durante un viaggio in Sicilia avvenne un attacco terroristico che portò alla morte della madre. Per Carlo Ventresca quell'accaduto acquisì un significato di protezione divina. Un vescovo di Palermo lo ritrovò e lo allevò, crescendolo insieme ad altri monaci di un convento. Dopo pochi anni entrò in seminario.
Il vescovo che lo ritrovò venne poi eletto come nuovo Papa della Chiesa Cattolica ed egli chiamò a sé Ventresca come suo camerlengo nonostante questi non fosse un cardinale.

### Presente
Gli eventi del libro si aprono con Carlo che si reca, da parte del Vaticano, al CERN (Centro europeo per la ricerca nucleare). Qui egli deve incontrare lo scienziato Leonardo Vetra, che gli dimostra la procedura per creare la cosiddetta antimateria. Carlo viene eticamente disturbato da questa scoperta e riporta le sue conclusioni al Papa, sperando di trovare da parte sua un comune senso di sgomento. In realtà il Papa afferma che ha un grande debito nei confronti della scienza, e concorda con Leonardo Vetra che la scoperta scientifica avrà un profondo significato religioso arrivando addirittura a credere di provare scientificamente l'esistenza di Dio.
Carlo rimane addolorato nell'ascoltare questo dal Papa. Scioccato e deluso su questo tradimento verso Dio e verso la Chiesa, Carlo si trova sulla tomba di san Pietro in cui si mutila e impazzisce a tal punto da credere di aver ricevuto da Dio precise istruzioni. Verso la fine del romanzo, subito prima del suo suicidio, sente continuamente la voce della madre defunta nella sua testa che gli indica cosa fare per "salvare" la Chiesa.
Carlo esegue l'incarico di avvelenare il papa con una dose letale di eparina (che il papa ha richiesto per la sua malattia). Grazie al suo ruolo di Camerlengo, ha l'autorità della Santa Sede, mentre si svolge il Conclave per eleggere il nuovo Papa. Durante questo periodo di tempo, assume un assassino per uccidere i quattro cardinali che avrebbero probabilmente ottenuto la maggior parte dei consensi del collegio, garantendo così una certa confusione in Conclave.
Egli copre molte di queste azioni assumendo un alias come il leader del Illuminati, noto come Giano.
Dopo essere stato scoperto Ventresca decide di suicidarsi, bruciandosi vivo.

## Adattamento cinematografico
Il personaggio del camerlengo italiano Carlo Ventresca nel film Angeli e demoni diretto da Ron Howard è stato cambiato nell'irlandese Patrick McKenna, interpretato da Ewan McGregor.